# عيوق
عيوق أو اليقنة تدرجية الذيل  (Hydrophasianus chirurgus) هو طائر وحيد الجنس والنوع من مجموعة الكراكي. تتميز بأقدامها الضخمة التي تساعدها على الخوض في البرك.